# Pierre Moscovici
Pierre Moscovici (París, 16 de septiembre de 1957) es un político francés miembro del Partido Socialista que fue Comisario europeo de Asuntos Económicos y Financieros, Fiscalidad y Aduanas en la Comisión Juncker.

## Biografía y trayectoria política
Pierre Moscovici es hijo de un psicólogo social, Serge Moscovici y de la psicoanalista Marie-Moscovici Bromberg, judíos que escaparon del pogromo de Bucarest de 1941 para terminar, siete años después, estableciéndose en Francia. Tiene un título de graduado en Economía, un postgrado en Filosofía y otro en el Instituto de Estudios Políticos de París (Sciences Po) y la Escuela Nacional de Administración (promoción de Louise Michel), donde Dominique Strauss-Kahn fue su profesor y mentor. Durante esa etapa desempeñó la presidencia de la asociación À gauche en Europe, fundada por Strauss-Kahn y Michel Rocard.
Inicialmente militante de la Liga Comunista Revolucionaria (LCR), ingresó en el Partido Socialista (PS) en 1984. En 1994 resultó elegido diputado del Parlamento Europeo, cargo que ejerció hasta 1997, cuando salió elegido diputado de la Asamblea Nacional francesa por el Departamento de Doubs. Entre 1997 y 2002 fue Ministro de Asuntos Europeos en el gobierno de Lionel Jospin. Ese año fue elegido como uno de los 14 vicepresidentes del Parlamento Europeo. En 2007 fue reelegido diputado de la Asamblea Nacional.
El 8 de junio de 2006, François Hollande y Pierre Moscovici acudieron a la embajada de Estados Unidos en París para lamentarse de que el presidente Jacques Chirac se opusiera con "tanta firmeza" a la invasión de Irak.
Tras la victoria del Partido Socialista en las presidenciales de 2012, el presidente François Hollande premió su lealtad nombrándole ministro de Economía y Finanzas. No en vano, Moscovici dirigió la campaña electoral de Hollande tras retirarse de la carrera presidencial antes de las primarias socialistas celebradas en 2011, que ganó Hollande. 
En julio de 2014 Hollande propuso a Moscovici como comisario europeo francés para la Comisión Juncker.  El 1 de noviembre de ese año tomó posesión de la cartera de Asuntos Económicos y Financieros, Fiscalidad y Aduanas.